# میکلوش سابادوش
میکلوش سابادوش (انگلیسی: Miklós Szabados؛ ۱۹۱۲ – ۱۹۶۲) یک بازیکن تنیس روی میز اهل مجارستان بود. 
وی در مسابقات کشوری و بین‌المللی در مجموع برنده ۱۵ مدال طلا، ۶ مدال نقره، ۳ مدال برنز شده‌است.